# Pseudophryne bibronii
Pseudophryne bibronii és una espècie de granota que viu al sud-est d'Austràlia.
Viu en boscos secs, matollars i gramenets, on es refugia sota la fullaraca o en depressions humides.
Pon els ous al terra humit, sota una pedra, en diferents èpoques de l'any però li cal que la pluja mantingui la humitat del sòl. De vegades diferents femelles ponen els ous al mateix lloc, uns 90 cada una en filaments d'una dotzena.
Els capgrossos poden regular el seu desenvolupament retardant tres mesos la sortida de l'ou si hi ha sequera, però un cop han sortit necessiten viure a l'aigua. Els adults, davant la sequera, s'enterren al fons d'un toll, i quan tornen les pluges s'aparellen ràpidament per aprofitar l'aigua acumulada per criar. De fet, comencen a raucar fins i tot abans d'haver sortit del cau.
És poc àgil, i quan es veu amenaçada sol intentar fer-se passar per morta.